# Pfaffenstraße (Historische Überlandverbindung)

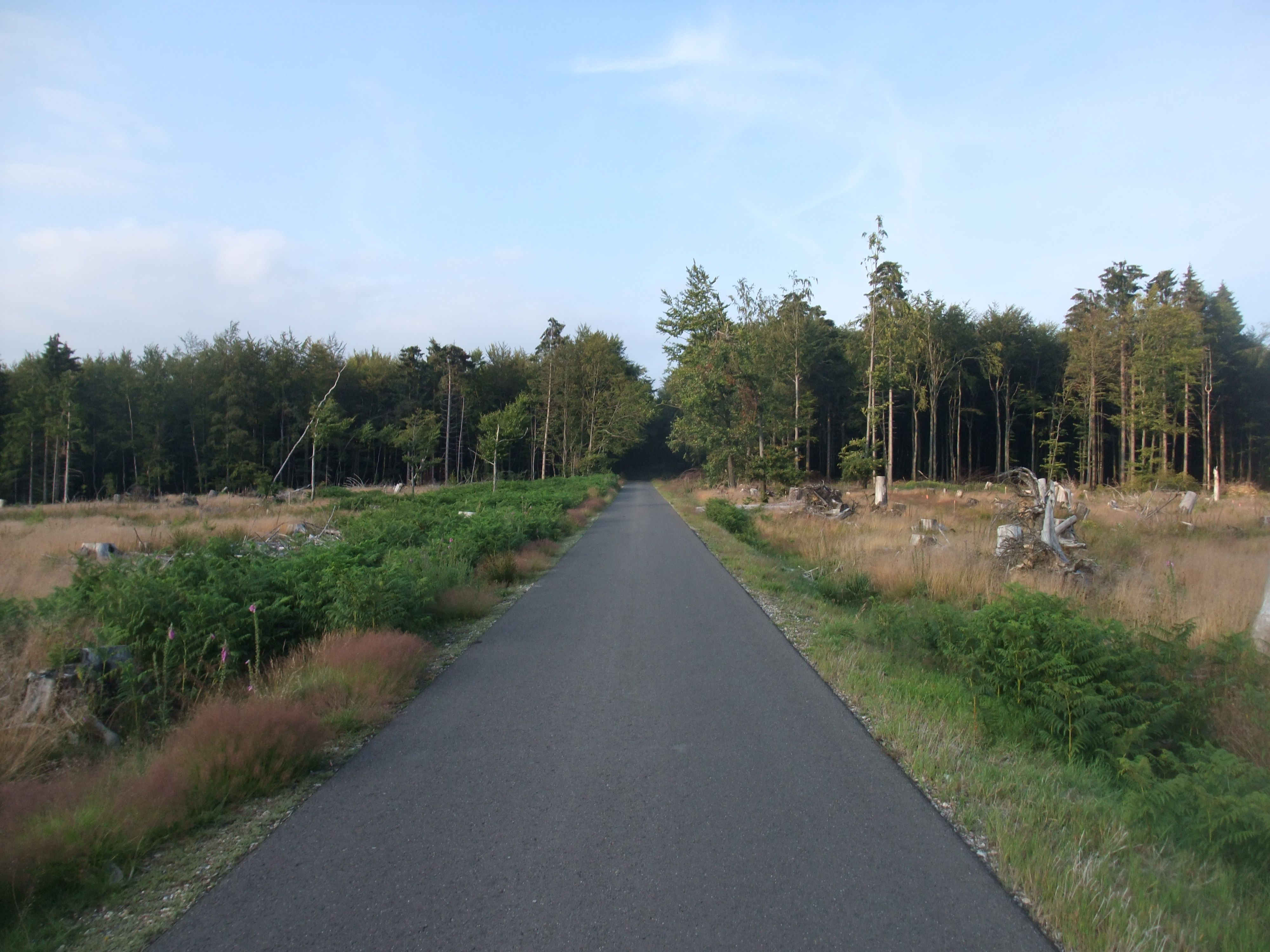
Forstweg / Radweg / Pfaffenstraße bei Malborn

Die Pfaffenstraße ist eine historische Überlandverbindung im südwestlichen Hunsrück im heutigen Rheinland-Pfalz.
Sie ist nachweisbar zwischen Züsch, Damflos, Neuhütten, Malborn, Börfink, Hilscheid, Morbach und Allenbach in den Landkreisen Trier-Saarburg, Bernkastel-Wittlich und Birkenfeld.
Sie existierte vom 15. bis zum 18. Jahrhundert und trennte die Machtbereiche von Kurtrier und der Grafschaft Sponheim.
Es gab immer wieder Grenzstreitigkeiten, die schließlich im Dhronecker Vertrag von 1758 beigelegt wurden.
Es wurden Grenzsteine aufgestellt, die teilweise heute noch existieren.
Bekannte Grenzsteine sind:
Grenzstein Nr. 112,
Grenzstein Nr. 135,
Grenzstein Nr. 72 oder der
Grenzstein im Bereich Hängende Birke.
Die Grenzsteine tragen das Trierer Kreuz als Wappen und das Karo-Wappen der Sponheimer.
Die Pfaffenstraße war ein Teil des ehemaligen Handelsweges zwischen der Grimburg bei Hermeskeil und der Schmidtburg bei Bundenbach.
Etwa zwischen dem Sandkopf, dem Ruppelstein und dem Erbeskopf ist die ehemalige Pfaffenstraße Teil des Hunsrück-Radweges. Die Rheinland-Pfalz-Radroute zwischen Thiergarten und Börfink kreuzt die ehem. Pfaffenstraße.